# Крикун, Антон Андреевич
Анто́н Андре́евич Крику́н (бел. Антон Андрэевіч Крикун; 1 [13] мая 1897, Минская губерния — 12 августа 1975, Загорск) — советский птицевод, старший зоотехник птицеводческого совхоза «Загорский» Министерства совхозов СССР, заведующий отделом Всесоюзного научно-исследовательского института птицеводства, кандидат сельскохозяйственных наук, Герой Социалистического Труда (1952).

## Биография
Родился 1 (13) мая 1897 года в деревне Загоряны Докшицкой волости Борисовского уезда Минской губернии (ныне не существует, находилась на территории современного Докшицкого района Витебской области Белоруссии). Родители — белорусские крестьяне-бедняки Андрей Иванович Крикун (1869—1945) и Евдокия Семёновна Крикун (Митько) (1870 — ок. 1920). Из пяти детей выжили три брата, среди которых был и Антон.
С детских лет помогал родителям, в юношеские годы учился и одновременно работал. После окончания сельской школы поступил в Докшицкое высшее начальное училище, а после его окончания — на двухгодичные педагогические курсы. По окончании курсов в 1916 году был призван в армию и в годы Первой мировой войны служил солдатом в Морской крепости Императора Петра Великого в Ревеле (Эстляндская губерния).
В 1918 году добровольно вступил в ряды Красной Армии. В годы Гражданской войны служил в 1-м Смоленском революционном полку (позже переименованном в 13-й стрелковый полк) 13-й стрелковой дивизии в составе Южного фронта. Участвовал в боях за Советскую власть на Донбассе. В 1920 году полк был разбит под станицей Аксайской, после чего его влили в 144-й стрелковый полк 16-й стрелковой дивизии имени Киквидзе. Дивизия участвовала в в боевых действиях против Польши на Западном фронте, которые закончились разгромом частей Красной Армии в августе 1920 года. А. Крикун среди многих тысяч красноармейцев был интернирован поляками. Смог, однако, вырваться из плена, переодевшись возчиком, и пробрался в родные места, которые вскоре перешли, согласно Рижскому договору, под юрисдикцию Польши. Работал на лесоразработках. Дважды арестовывался польскими властями, но освобождался под поручительство сельского схода. В октябре 1923 года, воспользовавшись удачным случаем, бежал в СССР.
Переселившись к родственникам на Кубань, работал там в районных земельных органах Северо-Кавказского края.
В конце 1930 года возобновил учёбу на кртакосрочных курсах по птицеводству, а в 1931 году, переехав в подмосковный Загорск, поступил на заочное отделение Московского зоотехнического института птицеводства. Одновременно работал младшим научным сотрудником первого в стране Научно-исследовательского института птицеводства Народного комиссариата земледелия РСФСР в Загорске (ныне Всероссийский научно-исследовательский и технологический институт птицеводства Российской академии наук). Получив диплом о высшем образовании, окончил аспирантуру на базе НИИ птицеводства (1933—1935) и в 1935 году успешно защитил диссертацию на соискание учёной степени кандидата сельскохозяйственных наук по теме «Сравнительные методы оценки комбикормов для цыплят». Присвоено учёное звание старшего научного сотрудника по специальности «кормление сельскохозяйственных животных». С этого времени А. А. Крикун полностью посвятил свою жизнь развитию колхозного, совхозного и приусадебного птицеводства.
С 1935 года работал на Воронежской опытной птицеводческой станции. В 1942 году по заданию Наркомата зерновых и животноводческих совхозов СССР эвакуировал скот с территории Воронежской области, которой угрожала немецкая оккупация. Впоследствии трудился старшим зоотехником птицесовхозов «Красный Кут» (Саратовская область) и «Птичное» (Подольск Московской области).
21 мая 1945 года  пришёл на работу старшим зоотехником птицесовхоза «Загорский» в городе Загорске Московской области. Будучи опытным специалистом, активным и целеустремленным организатором, он много сил приложил к мобилизации коллектива, его обучению и внедрению в производство последних достижений науки и передового опыта. Его усилиями в совхозе заметно улучшилось выращивание мясных пород птицы с высоким выходом мяса и уменьшением трудозатрат на его производство. В 1950 году им был получен и выращен от имевшегося на начало года 3002 уток приплод по 103,3 килограмма в живом весе от каждой утки.
Указом Президиума Верховного Совета СССР от 7 февраля 1952 года за достижение высоких показателей в животноводстве в 1950 году при выполнении совхозом плана сдачи государству сельскохозяйственных продуктов и за выполнение и перевыполнение годового плана прироста поголовья по каждому виду продуктивного скота и птицы Антону Андреевичу Крикуну присвоено звание Героя Социалистического Труда с вручением ордена Ленина и золотой медали «Серп и Молот»
В сентябре 1952 года перешёл на работу в Научно-исследовательский институт птицеводства ВАСХНИЛ Минсельхоза СССР, где занял должность заведующего отделом кормления. Занимаясь разработкой актуальных вопросов рационального кормления, содержания и развития сельскохозяйственной птицы, опубликовал свыше 80 научных работ.
Проживал в Загорске. Будучи беспартийным, активно участвовал в общественной жизни района и области. Работал до последних дней. Умер 12 августа 1975 года на 79-м году жизни. Похоронен на Старом кладбище Сергиева Посада.

## Награды
- золотая звезда «Серп и Молот» (07.02.1952)
- орден Ленина (07.02.1952)
- орден «Знак Почёта» (24.10.1950)
- медаль «В ознаменование 100-летия со дня рождения Владимира Ильича Ленина»
- медаль «За доблестный труд в Великой Отечественной войне 1941—1945 гг.»
- медаль «В память 800-летия Москвы»
- малая золотая медаль Всесоюзной сельскохозяйственной выставки «За успехи в социалистическом сельском хозяйстве»
- почётный гражданин города Загорска и Загорского района (звание присвоено 2 ноября 1967 года решением сессии Загорского городского Совета депутатов трудящихся)[6][7]

## Семья
Жена: Александра Потаповна Крикун (Агеева) (1907—2002), медицинская сестра по образованию, домохозяйка.
Сыновья: Геннадий Антонович Крикун (1928—2004), инженер-конструктор, лауреат Государственной премии СССР 1986 года за создание специальной обороной техники; Владимир Антонович Крикун (род. 1938), доктор ветеринарных наук, профессор.